# Denkmal zur Erinnerung an 96 von den Nationalsozialisten ermordete Reichstagsabgeordnete

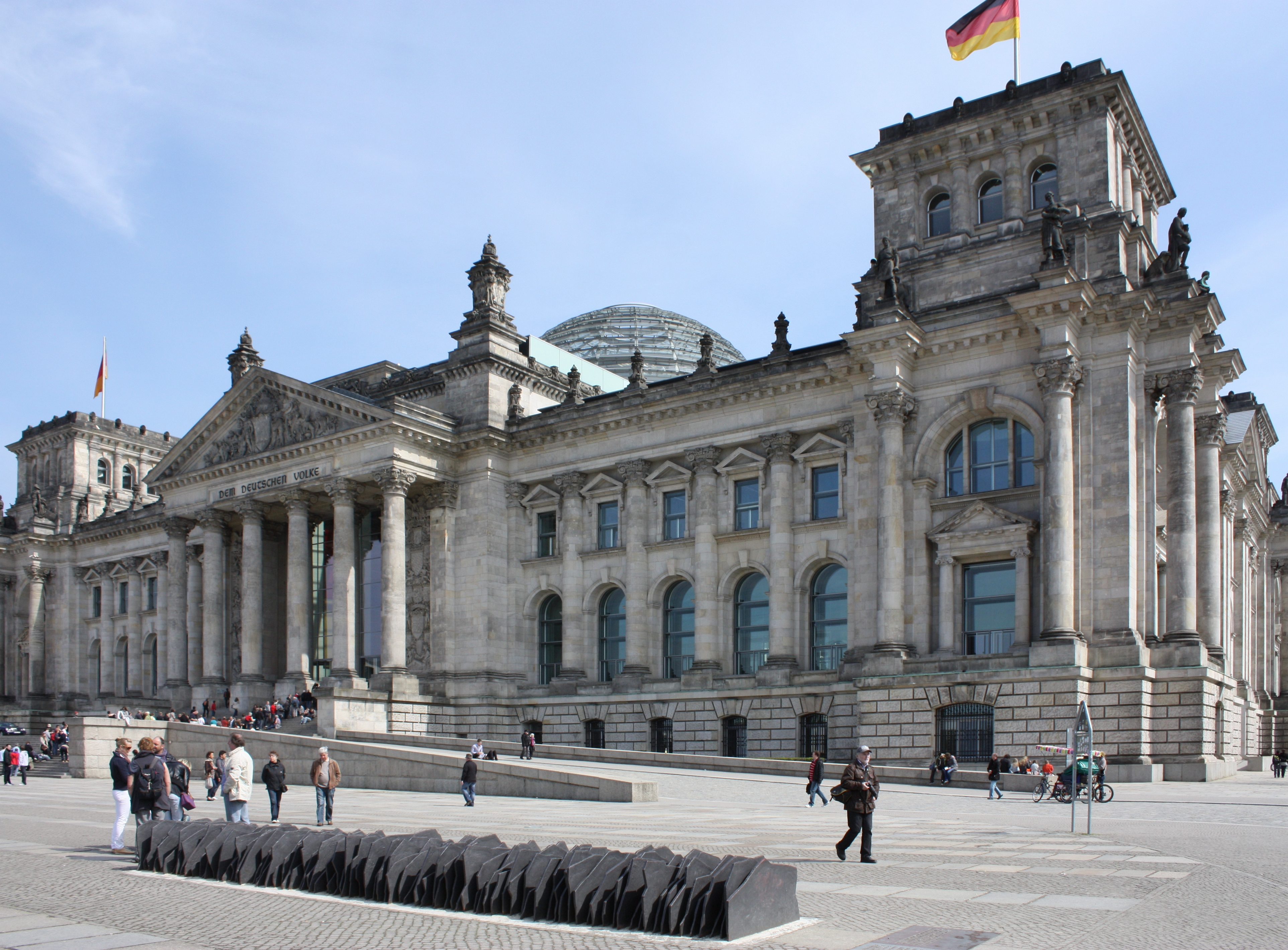
Das Denkmal vor dem Berliner Reichstagsgebäude (2010)

Das Denkmal zur Erinnerung an 96 von den Nationalsozialisten ermordete Reichstagsabgeordnete befindet sich vor dem Reichstagsgebäude in Berlin. Das Denkmal, das von dem Verein Perspektive Berlin initiiert wurde, erinnert seit 1992 an einen Teil der Reichstagsabgeordneten der Weimarer Republik, die zwischen der „Machtergreifung“ der Nationalsozialisten 1933 und dem Ende des Zweiten Weltkriegs 1945 gewaltsam zu Tode kamen oder an den Folgen ihrer Inhaftierung starben. Eine offizielle Gedenkstätte für die vom NS-Regime verfolgten Abgeordneten befindet sich im Inneren des Reichstagsgebäudes.

## Vorgeschichte

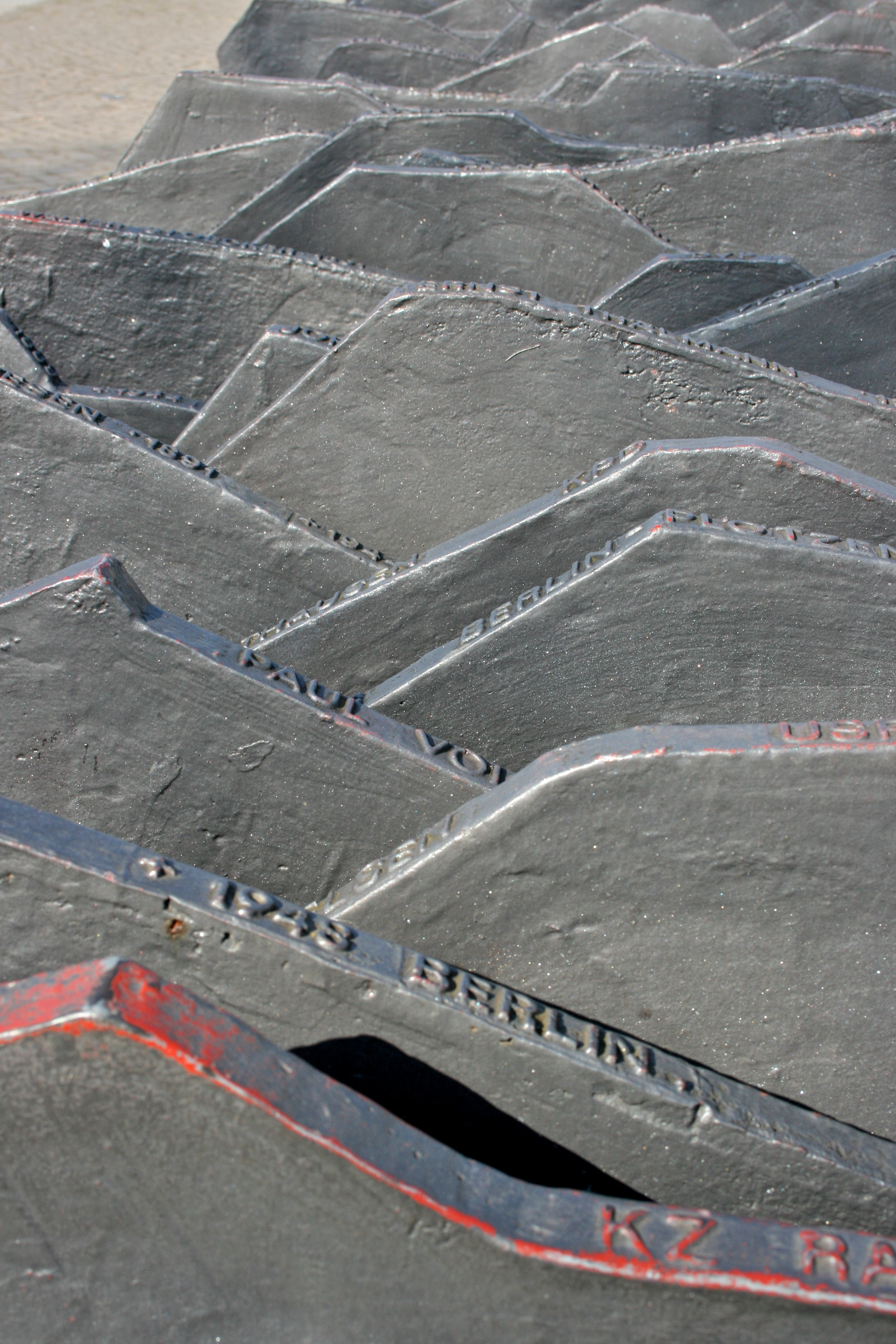
Namen und Lebensdaten auf den Platten des Denkmals (2009)

Auf Initiative der AL-Abgeordneten Hilde Schramm beschloss das Abgeordnetenhaus von Berlin am 23. Mai 1985 einstimmig, dass im Reichstagsgebäude eine Gedenktafel für Abgeordnete mit deren „Name, Beruf, Geburts- und Sterbedatum mit Hinweis auf Ort und Umstände des Todes, Parteizugehörigkeit und Herkunftsort als Abgeordneter sowie Zeitraum der Mitgliedschaft im Reichstag“ angebracht werden soll. Philipp Jenninger, der als Bundestagspräsident das Hausrecht im Reichstag ausübte, plädierte für einen allgemein gehaltenen Text und verwies darauf, dass die genannten Daten kaum vollständig zu beschaffen seien. Im September 1985 sprachen sich CDU und FDP dagegen aus, die Parteimitgliedschaften auf den Gedenktafeln zu erwähnen.
Im Herbst 1985 veröffentlichten die Historiker Wilhelm Heinz Schröder und Rüdiger Hachtmann eine vorläufige Bestandsaufnahme zu den Reichstagsabgeordneten der Weimarer Republik als Opfer des Nationalsozialismus. Sie enthielt Kurzbiographien zu 83 Abgeordneten, die vom nationalsozialistischen Regime ermordet wurden, in Haft oder kurz nach Haftende an den Folgen starben. Hiervon waren 40 Mitglieder der KPD und 33 Mitglieder der SPD. Im Frühjahr 1986 erteilte das Bundestagspräsidium der Kommission für Geschichte des Parlamentarismus und der politischen Parteien einen Forschungsauftrag zu den Reichstagsabgeordneten der Weimarer Republik in der Zeit des Nationalsozialismus. 1991 erschien eine biographische Dokumentation zur politischen Verfolgung, Emigration und Ausbürgerung von Reichstagsabgeordneten zwischen 1933 und 1945. Unverwirklicht blieb ein Vorschlag des Historikers Wilhelm Heinz Schröder, die Gedenktafel als Mosaik zu gestalten, das durch neue Forschungsergebnisse ergänzt werden könne, wodurch Verzögerungen bei der Realisierung des Denkmals vermieden werden könnten.
Angesichts der langwierigen Realisierung der Gedenkstätte im Reichstag hatte der Verein Perspektive Berlin e. V. um die Journalistin Lea Rosh am 1. September 1989 eine provisorische Gedenktafel unweit des Reichstagsgebäudes enthüllt. Die als „positive Provokation“ gedachte Gedenktafel enthielt die anfänglich umstrittenen Daten zu einzelnen Abgeordneten; sie wurde von zwei Gewerkschaften mitfinanziert.
Am 26. Februar 1992 weihte Bundestagspräsidentin Rita Süssmuth die Gedenkstätte für die verfolgten Reichstagsabgeordneten der Weimarer Republik im Reichstagsgebäude ein. Die Gedenkstätte besteht aus einer großformatigen Fotoarbeit von Katharina Sieverding, die den brennenden Reichstag symbolisieren soll, sowie drei Gedenkbüchern. Die von Klaus Mettig gestalteten Bücher enthalten biographische Angaben zu 120 ermordeten Abgeordneten und zu weiteren Abgeordneten, die in Haft waren, emigrierten oder anderen Verfolgungen ausgesetzt waren. Die Gedenkstätte befindet sich in der Abgeordnetenlobby. Bei der Einweihung erinnerte Süssmuth ausdrücklich an die KPD-Abgeordneten, die in besonderer Weise verfolgt worden seien. Von der Ehrung ausgenommen seien NSDAP-Abgeordnete, die nach dem sogenannten Röhm-Putsch 1934 hingerichtet wurden, da diese bis zuletzt führende Nationalsozialisten gewesen seien, so Süssmuth.
Am 12. September 1992 übergab Lea Rosh das Denkmal zur Erinnerung an 96 von den Nationalsozialisten ermordete Reichstagsabgeordnete der Öffentlichkeit. An den Gesamtkosten des Projekts von 150.000 DM beteiligten sich der Deutsche Gewerkschaftsbund, das Bezirksamt Tiergarten und der Senator für kulturelle Angelegenheiten. Das Denkmal wurde von den Berliner Kunststudenten Klaus Eisenlohr, Justus Müller und Christian Zwirner unter Leitung von Dieter Appelt konzipiert. Es besteht aus 96 stehend nebeneinander angeordneten gusseisernen Platten mit unregelmäßigen Kanten und einer Größe von je etwa 120 Zentimeter Breite und 60 Zentimeter Höhe, auf denen Name, Parteizugehörigkeit, Lebensdaten und Sterbeort der 96 Abgeordneten aufgeführt sind. An beiden Enden der Installation sind Platten in den Boden eingelassen, die Inschriften tragen.
Im Anschluss an das Denkmalprojekt entstand 1994 im Auftrag des Deutschen Bundestages der Chronos-Dokumentarfilm „Parlamentarier unter dem Hakenkreuz. Die Verfolgung von Reichstagsabgeordneten der Weimarer Republik – 1933 bis 1945“. Michael Kloft führte Regie, Dagmar Gassen schrieb das Buch und Wilhelm Heinz Schröder, der auch die Daten für das Denkmal und für das Gedenkbuch erarbeitet hatte, übernahm die wissenschaftliche Leitung. Der Film kann in der Bundestagsausstellung im Deutschen Dom gesehen werden. Der Dokumentarfilm behandelt die vielfältigen Formen der Verfolgung von Parlamentariern der Weimarer Republik durch die Nationalsozialisten nach 1933. Beschrieben wird zunächst das Jahr 1933 mit der ersten Terrorwelle, dem Berufsverlust und dem Alltag in Angst. Danach werden Schicksale im Exil, die erzwungene Weiterwanderung und Auslieferungen an Deutschland dargestellt. Das Kapitel „Gefängnis und Konzentrationslager“ erinnert an die Opfer des nationalsozialistischen Terrors, besonders an jüdische Parlamentarier. Im Abschnitt „Widerstand“ erfolgt ein Überblick über die Beteiligung von Abgeordneten aller politischen Richtungen am Widerstand gegen den Nationalsozialismus.

## Alphabetische Liste der auf dem Denkmal verzeichneten Personen
Die Abgeordneten gehörten folgenden Parteien an:
- Bayerische Volkspartei (BVP),
- Deutsche Bauernpartei (DBP),
- Deutsche Demokratische Partei (DDP),
- Deutsche Volkspartei (DVP),
- Deutsche Zentrumspartei (Zentrum),
- Deutschnationale Volkspartei (DNVP),
- Kommunistische Partei Deutschlands (KPD),
- Konservative Volkspartei (KVP),
- Sozialdemokratische Partei Deutschlands (SPD) und
- Unabhängige Sozialdemokratische Partei Deutschlands (USPD).

Die folgende Liste enthält die Namen, Lebensdaten und Parteizugehörigkeiten, wie sie auf den Platten notiert sind.
| Vor- und Nachname    | Geburts- jahr | Todes- jahr | Todesort und Umstände                                    | Partei- zugehörigkeit |
| -------------------- | ------------- | ----------- | -------------------------------------------------------- | --------------------- |
| Julius Adler         | * 1894        | † 1945      | KZ Bergen-Belsen                                         | KPD                   |
| Hans Adlhoch         | * 1884        | † 1945      | München, zuvor Todesmarsch                               | BVP                   |
| Eduard Alexander     | * 1881        | † 1945      | Transport zum KZ Bergen-Belsen                           | KPD                   |
| Julius Aßmann        | * 1868        | † 1939      | Bedlno, vermutlich von Polen ermordet                    | DVP                   |
| Elise Augustat       | * 1889        | † 1940      | Lägerdorf, Haftfolgen, KZ Ravensbrück                    | KPD                   |
| Bernhard Bästlein    | * 1894        | † 1944      | Zuchthaus Brandenburg                                    | KPD                   |
| Artur Becker         | * 1905        | † 1938      | Burgos, Spanien, ermordet                                | KPD                   |
| Anton Bias           | * 1876        | † 1945      | KZ Dachau                                                | SPD                   |
| Adolf Biedermann     | * 1881        | † 1933      | Nähe Recklinghausen tot aufgefunden                      | SPD                   |
| Conrad Blenkle       | * 1901        | † 1943      | Zuchthaus Berlin-Plötzensee                              | KPD                   |
| Fritz Bockius        | * 1882        | † 1945      | KZ Mauthausen                                            | Zentrum               |
| Clara Bohm-Schuch    | * 1879        | † 1936      | Berlin, Spätfolgen, Frauengefängnis Berlin, Barnimstraße | SPD                   |
| Eugen Bolz           | * 1881        | † 1945      | Zuchthaus Berlin-Plötzensee                              | Zentrum               |
| Rudolf Breitscheid   | * 1874        | † 1944      | KZ Buchenwald                                            | SPD                   |
| Lorenz Breunig       | * 1882        | † 1945      | KZ Sachsenhausen                                         | SPD                   |
| Conrad Broßwitz      | * 1881        | † 1945      | KZ Dachau                                                | SPD                   |
| Otto Eggerstedt      | * 1886        | † 1933      | KZ Esterwegen                                            | SPD                   |
| Eugen Eppstein       | * 1878        | † 1943      | KZ Lublin                                                | KPD                   |
| Helene Fleischer     | * 1899        | † 1941      | Stadtroda, zuvor Stadtgefängnis Gera                     | KPD                   |
| Albert Funk          | * 1894        | † 1933      | Polizeipräsidium Recklinghausen                          | KPD                   |
| Otto Geiselhart      | * 1890        | † 1933      | Amtsgerichtsgefängnis Günzburg                           | SPD                   |
| Otto Gerig           | * 1885        | † 1944      | KZ Buchenwald                                            | Zentrum               |
| Paul Gerlach         | * 1888        | † 1944      | KZ Sachsenhausen                                         | SPD                   |
| Ernst Grube          | * 1890        | † 1945      | KZ Bergen-Belsen                                         | KPD                   |
| Franz Haindl         | * 1879        | † 1941      | Landesanstalt Sonnenstein-Pirna                          | DBP                   |
| Eduard Hamm          | * 1879        | † 1944      | Gefängnis Berlin Lehrterstraße                           | DDP                   |
| Ernst Heilmann       | * 1881        | † 1940      | KZ Buchenwald                                            | SPD                   |
| Rudolf Hennig        | * 1895        | † 1944      | KZ Sachsenhausen                                         | KPD                   |
| Franz Herbert        | * 1885        | † 1945      | KZ Mauthausen                                            | BVP                   |
| Eugen Herbst         | * 1903        | † 1934      | KZ Dachau                                                | KPD                   |
| Christian Heuck      | * 1892        | † 1934      | Strafgefängnis Neumünster                                | KPD                   |
| Guido Heym           | * 1882        | † 1945      | von der SS in Weimar erschossen                          | KPD                   |
| Rudolf Hilferding    | * 1877        | † 1941      | Gefängnis Paris La-Sante                                 | SPD                   |
| Gustav Hoch          | * 1862        | † 1942      | KZ Theresienstadt                                        | SPD                   |
| Lambert Horn         | * 1899        | † 1939      | KZ Sachsenhausen                                         | KPD                   |
| Friedrich Husemann   | * 1873        | † 1935      | Sögel, Haftfolgen, KZ Esterwegen                         | SPD                   |
| Albert Janka         | * 1907        | † 1933      | KZ Reichenbach                                           | KPD                   |
| Heinrich Jasper      | * 1875        | † 1945      | KZ Bergen-Belsen                                         | SPD                   |
| Friedrich Jendrosch  | * 1890        | † 1944      | KZ Sachsenhausen                                         | KPD                   |
| Reinhold Jürgensen   | * 1898        | † 1934      | KZ Fuhlsbüttel                                           | KPD                   |
| Eugen Kaiser         | * 1879        | † 1945      | KZ Dachau                                                | SPD                   |
| Albert Kayser        | * 1898        | † 1944      | KZ Buchenwald                                            | KPD                   |
| Franziska Kessel     | * 1906        | † 1934      | Zuchthaus Mainz                                          | KPD                   |
| Anton Krzikalla      | * 1887        | † 1944      | KZ Sachsenhausen                                         | KPD                   |
| Franz Künstler       | * 1888        | † 1942      | Berlin, Spätfolgen des KZ Lichtenburg                    | SPD                   |
| Max Lademann         | * 1896        | † 1941      | KZ Sachsenhausen                                         | KPD                   |
| Julius Leber         | * 1891        | † 1945      | Zuchthaus Berlin-Plötzensee                              | SPD                   |
| Paul Lejeune-Jung    | * 1882        | † 1944      | Zuchthaus Berlin-Plötzensee                              | DNVP/ChrNA/KVP        |
| Richard Lipinski     | * 1867        | † 1936      | Bennewitz, zuvor in der Haft misshandelt                 | SPD                   |
| Karl Mache           | * 1880        | † 1934      | KZ Kislau                                                | SPD                   |
| Max Maddalena        | * 1895        | † 1943      | Zuchthaus Brandenburg-Görden                             | KPD                   |
| Ludwig Marum         | * 1882        | † 1934      | KZ Kislau                                                | SPD                   |
| Stefan Meier         | * 1889        | † 1944      | KZ Mauthausen                                            | SPD                   |
| August Merges        | * 1870        | † 1945      | Braunschweig Zuchthaus Wolfenbüttel                      | SPD                   |
| Franz Metz           | * 1878        | † 1945      | Geretsried, Haftfolgen KZ Dachau                         | SPD                   |
| Julius Moses         | * 1868        | † 1942      | KZ Theresienstadt                                        | SPD                   |
| Arthur Nagel         | * 1890        | † 1945      | KZ Bergen-Belsen                                         | KPD                   |
| Theodor Neubauer     | * 1890        | † 1945      | Zuchthaus Brandenburg-Görden                             | KPD                   |
| Franz Petrich        | * 1889        | † 1945      | Zuchthaus Sonnenburg                                     | SPD                   |
| Andreas Portune      | * 1875        | † 1945      | Roslau                                                   | SPD                   |
| Friedrich Puchta     | * 1883        | † 1945      | München, Haftfolgen KZ Dachau                            | SPD                   |
| Ernst Putz           | * 1896        | † 1933      | Untersuchungsgefängnis Berlin-Moabit                     | KPD                   |
| Siegfried Rädel      | * 1893        | † 1943      | Zuchthaus Berlin-Plötzensee                              | KPD                   |
| Paul Redlich         | * 1893        | † 1944      | Brandenburg, Haftfolgen KZ Sonnenburg                    | KPD                   |
| Walter Reek          | * 1878        | † 1933      | Gefängnis Danzig                                         | SPD                   |
| Ernst Reinke         | * 1891        | † 1943      | KZ Flossenbürg                                           | KPD                   |
| Max Richter          | * 1881        | † 1945      | Neustädter Bucht, Transport zum KZ Neuengamme            | SPD                   |
| Theodor Roeingh      | * 1882        | † 1945      | KZ Sachsenhausen                                         | Zentrum               |
| Julius Rosemann      | * 1878        | † 1933      | Polizeigefängnis Hamm                                    | SPD                   |
| Karl Sattler         | * 1896        | † 1945      | KZ Bergen-Belsen                                         | KPD                   |
| John Schehr          | * 1896        | † 1934      | KZ Berlin Columbiahaus                                   | KPD                   |
| Michael Schnabrich   | * 1880        | † 1939      | KZ Sachsenhausen                                         | SPD                   |
| Ernst Schneller      | * 1890        | † 1944      | KZ Sachsenhausen                                         | KPD                   |
| Ernst Schneppenhorst | * 1881        | † 1945      | Gefängnis Berlin Lehrterstraße                           | SPD                   |
| Werner Scholem       | * 1895        | † 1940      | KZ Buchenwald                                            | KPD                   |
| Georg Schumann       | * 1886        | † 1945      | Untersuchungsgefängnis Dresden                           | KPD                   |
| Walter Schütz        | * 1897        | † 1933      | in Königsberg von der SA ermordet                        | KPD                   |
| Hugo Sinzheimer      | * 1875        | † 1945      | Bloemendaal-Overeen, Haftfolgen KZ Theresienstadt        | SPD                   |
| Willi Skamira        | * 1897        | † 1945      | Zuchthaus Brandenburg-Görden                             | KPD                   |
| Fritz Soldmann       | * 1878        | † 1945      | Wernigerode, Haftfolgen KZ Buchenwald                    | SPD                   |
| Robert Stamm         | * 1900        | † 1937      | Zuchthaus Berlin-Plötzensee                              | KPD                   |
| Johannes Stelling    | * 1877        | † 1933      | Amtsgerichtsgefängnis Berlin-Köpenick                    | SPD                   |
| Franz Stenzer        | * 1900        | † 1933      | KZ Dachau                                                | KPD                   |
| Walter Stöcker       | * 1891        | † 1939      | KZ Buchenwald                                            | USPD, KPD             |
| Georg Streiter       | * 1884        | † 1945      | KZ Ravensbrück                                           | DVP                   |
| August Streufert     | * 1887        | † 1944      | KZ Neuengamme                                            | SPD                   |
| Hermann Tempel       | * 1889        | † 1944      | Oldenburg, Haftfolgen Zuchthaus Wolfenbüttel             | SPD                   |
| Johanna Tesch        | * 1875        | † 1945      | KZ Ravensbrück                                           | SPD                   |
| Ernst Thälmann       | * 1886        | † 1944      | KZ Buchenwald                                            | KPD                   |
| Mathias Thesen       | * 1891        | † 1944      | KZ Sachsenhausen                                         | KPD                   |
| Nikolaus Thielen     | * 1901        | † 1944      | KZ Mauthausen                                            | KPD                   |
| Fritz Voigt          | * 1882        | † 1945      | Zuchthaus Berlin-Plötzensee                              | SPD                   |
| Paul Voigt           | * 1876        | † 1944      | in Berlin ermordet                                       | SPD                   |
| Paul Wegmann         | * 1889        | † 1945      | KZ Bergen-Belsen                                         | USPD                  |
| Georg Wendt          | * 1889        | † 1948      | Berlin, zuvor Zuchthaus Brandenburg                      | SPD                   |
| Lotte Zinke          | * 1891        | † 1944      | KZ Ravensbrück                                           | KPD                   |

### Daten im Überblick
Das Denkmal verzeichnet insgesamt 96 Personen, darunter 90 Männer und 6 Frauen. Mit Blick auf die parteimäßige Zugehörigkeit der aufgelisteten Abgeordneten dominieren Vertreter der linksgerichteten Parteien (KPD, SPD bzw. USPD), aus deren Reihen 85 der genannten stammen: Diese zerfallen auf die einzelnen Linksparteien mit 43 (KPD), 41 (SPD) und 1 (USPD). Aus dem Lager der Mittelparteien bzw. konfessionell geprägten Parteien der Weimarer Republik sind 9 Abgeordnete auf dem Denkmal verzeichnet, davon 4 Zentrums- und zwei BVP- sowie je ein Abgeordneter der Chr.N.A., der DBP und der DDP. Der gemäßigt-rechten DVP gehörten schließlich zwei der gelisteten Abgeordneten an. Abgeordnete aus den rechten Flügel-Parteien DNVP und NSDAP sind nicht auf dem Denkmal vertreten, obwohl zumindest aus den Reihen der NSDAP eine Reihe der von den Nationalsozialisten ermordeten Abgeordneten bekannt sind. Hintergrund diese nicht aufzunehmen, war der Umstand, dass diese, wie Rita Süssmuth anlässlich der Denkmalseinweihung erklärte, bis zu ihrem Tod führende Vertreter des Regimes gewesen seien und lediglich im Rahmen interner Machtkämpfe und nicht wegen einer Gegnerschaft zum Nationalsozialismus an sich umgebracht worden seien. Ausnahmen hiervon stellen technisch gesehen der Landwirt Andreas von Flotow dar, der 1932 einige Monate lang für die NSDAP im Reichstag gesessen hatte, sich dann aber gegen die Partei gestellt und sich zur Jahreswende 1932/1933 an Versuchen, sie zu spalten, beteiligt hatte, weswegen er bereits 1933 von der SA ermordet wurde, sowie Wolf-Heinrich von Helldorff, der von 1933 bis 1944 als NSDAP-Abgeordneter angehört und dann, 1944, aufgrund seiner Beteiligung an dem Versuch die NS-Herrschaft am 20. Juli 1944 zu stürzen, hingerichtet worden war, dar, so dass z. B. Martin Schumacher die Abwendung dieser zeitweiligen NS-Reichstagsabgeordneten von der Hitler-Bewegung und ihre aktive Beteiligung an gegen ihre Herrschaft (bzw. Herrschaftsansprüche) gerichteten Maßnahmen zum Anlass nimmt, um sie in seiner Studie der Reichstagsabgeordneten der Weimarer Republik in die Reihe der vom Regime ermordeten einzusortieren.
Das Gros der in dem Denkmal verzeichneten Abgeordneten wurde in der Frühphase (18 Personen) bzw. in der Endphase (52) der NS-Herrschaft ermordet: In den Jahren 1933 und 1934 wurden elf bzw. sieben der Genannten umgebracht, während in den Jahren 1944 und 1945 20 bzw. 32 Abgeordnete den Tod fanden. 23 Abgeordnete wurden in den Jahren 1935 bis 1943 zu Tode gebracht. Bei zwei weiteren ist kein Todesjahr angegeben.
Einen Sonderfall stellt der Abgeordnete Georg Wendt dar, der 1948 infolge der ihm von den Nationalsozialisten zugefügten schweren Gesundheitsschäden starb.
47 Abgeordnete werden als in Konzentrationslagern und 27 als in Gefängnissen oder Zuchthäusern verstorben aufgeführt. Zwei weitere werden als auf dem Transport in Konzentrationslager ermordet angegeben. Schließlich werden sieben als an den Folgen von KZ- und drei als an den Folgen von Zuchthaus-Haft verstorben identifiziert.
Bei einigen der Personen, die auf dem Denkmal als „ermordet“ definiert werden, ist die Forschung sich entgegen ihrer eindeutigen Einstufung auf dem Denkmal als Mordopfer tatsächlich unschlüssig, ob diese wirklich ermordet wurden oder ob sie bei Unfällen oder durch Suizid aus dem Leben schieden. Dies gilt zum Beispiel für den SPD-Abgeordneten Adolf Biedermann, der am 11. Mai 1933 tot neben einer Bahnstrecke bei Recklinghausen aufgefunden wurde und dessen Todesumstände die Forschergruppe um Martin Schumacher als ungesichert erachtet.